# Rozhledna na Kalenici
Rozhledna na Kalenici (německý název Hindenburgturm, polský název Wieża widokowa na Kalenicy) se nachází na stejnojmenné třetí nejvyšší hoře Sovích hor (polský název Góry Sowie) v sudetském pohoří v jihozápadním Polsku v okrese Kladsko ve gmině Nowa Ruda, jejíž nejvyšší vrchol sahá do výše 964 m n. m.

## Historie
Ocelová věž
sahající do výše 20 metrů se dvěma vyhlídkovými plošinami, 70 schody, zde byla postavena v roce 1933.
Věž byla zhotovena v zámečnické dílně Kurta Steuera z Bielawy. Oficiální otevření věže se konalo dne 2. června roku 1933. Do roku 1945 nesla jméno německého polního maršála Paula von Hindenburga (Hindenburgturm). Po druhé světové válce byla věž ponechána nepříznivým povětrnostním podmínkám na vrcholu hory a stala se objektem představující nebezpečí pro chodce a turisty. Na počátku 90. let 20. století prošla věž kompletní rekonstrukcí. Kupříkladu byly vybetonovány základy věže, ocelová konstrukce byla opatřena nátěrem na ochranu proti další korozi.
Kalenica je druhým nejnavštěvovanějším vrcholem Sovích hor hned po Velké Sově (polský název Wielka Sowa), jejíž nejvyšší vrchol sahá do výše 1 015 m n. m. Na jejím vrcholu se nachází kamenná rozhledna.

## Rozhled
Z vrcholu věže je za dobré viditelnosti kruhový rozhled počínaje od polské nížiny přes Králický Sněžník, Orlické hory, Javoří hory po Krkonoše. Také je vidět Velká Sova.

## Přístup
Rozhledna je volně přístupná celoročně. Nejlepší přístup k rozhledně je po červené turistické značce
z Jugówa. Přechod z Jugowského průsmyku (polský název Przełęcz Jugowska) na Kalenici trvá asi 45 minut.